# Aleš Besta
Aleš Besta (* 10. dubna 1983 v Ostravě) je český fotbalový útočník.

## Klubová kariéra
V sezoně 2008/09 získal se Slavií mistrovský titul. V létě 2009 po pouhém půl roce ve Slavii, klub oznámil, že s ním dále nepočítá a může si hledat angažmá. Sáhl po něm polský Górnik Zabrze, kam ho Slavia poslala na roční hostování s opcí.
Od července 2012 působí v českém druholigovém klubu MFK OKD Karviná, kam přišel z klubu FC Tescoma Zlín.

## Reprezentace
Aleš Besta působil v mládežnických reprezentačních výběrech České republiky v kategoriích od 15 let.
Reprezentoval ČR na Mistrovství světa hráčů do 20 let 2003 ve Spojených arabských emirátech, kde český tým po remízách 1:1 s Austrálií a Brazílií a porážce 0:1 s Kanadou obsadil nepostupové čtvrté místo v základní skupině C.

### Reprezentační zápasy a góly
Zápasy Aleše Besty v české reprezentaci do 21 let 
| Rok    | Zápasy | Góly |
| ------ | ------ | ---- |
| 2004   | 4      | 1    |
| 2005   | 3      | 0    |
| Celkem | 7      | 1    |

Góly Aleše Besty v české reprezentaci do 21 let 
| Gól | Datum        | Stadion           | Soupeř    | Skóre (min.) | Výsledek | Soutěž                     |
| --- | ------------ | ----------------- | --------- | ------------ | -------- | -------------------------- |
| 010 | 17. 11. 2004 | Skopje, Makedonie | Makedonie | 01:10 (82.)  | 2:2      | kvalifikace na ME U21 2006 |